# Kettle (rivière)
Pour les articles homonymes, voir Kettle (homonymie).
La Kettle, en anglais Kettle River, est un affluent du fleuve Columbia, d'environ 282 kilomètres de longueur. Il est situé dans le Sud de la Colombie-Britannique et le Nord de l'État de Washington, chevauchant la frontière entre le Canada et les États-Unis.
Le bassin versant de la rivière Kettle couvre environ 10 878 kilomètres carrés. Le débit moyen annuel de la rivière est d'environ 340 mètres cubes par seconde.